# 2009
- Wikisource

| Calendário gregoriano                                                        | 2009 MMIX                           |
| Ab urbe condita                                                              | 2762                                |
| Calendário arménio                                                           | 1459 – 1460                         |
| Calendário bahá'í                                                            | 165 – 166                           |
| Calendário budista                                                           | 2553                                |
| Calendário chinês                                                            | 4705 – 4706 Início a 26 de janeiro  |
| Calendário copta                                                             | 1725 – 1726                         |
| Calendário etíope                                                            | 2001 – 2002                         |
| Calendários hindus - Vikram Samvat - Calendário nacional indiano - Cáli Iuga | 2064 – 2065 1930 – 1931 5109 – 5110 |
| Calendário Holoceno                                                          | 12009                               |
| Calendário islâmico                                                          | 1430 – 1431                         |
| Calendário judaico                                                           | 5769 – 5770 Início a 19 de setembro |
| Calendário persa                                                             | 1387 – 1388 Início a 21 de março    |
| Calendário rúnico                                                            | 2259                                |
| Calendário solar tailandês                                                   | 2552                                |

2009 (MMIX, na numeração romana) foi um ano comum do século XXI que começou numa quinta-feira, segundo o calendário gregoriano. A sua letra dominical foi D. A terça-feira de Carnaval ocorreu a 24 de fevereiro e o domingo de Páscoa a 12 de abril. Segundo o horóscopo chinês, foi o ano do Boi, começando a 26 de janeiro.

| Evento                                                   | Data            | Hora  |
| -------------------------------------------------------- | --------------- | ----- |
| Aquário                                                  | 19 de janeiro   | 22:41 |
| Peixes                                                   | 18 de fevereiro | 12:47 |
| primavera no hemisfério norte e outono no hemisfério sul |                 |       |
| Carneiro/equinócio                                       | 20 de março     | 11:44 |
| Touro                                                    | 19 de abril     | 22:45 |
| Gémeos                                                   | 20 de maio      | 21:52 |
| verão no hemisfério norte e inverno no hemisfério Sul    |                 |       |
| Caranguejo/solstício                                     | 21 de junho     | 05:46 |
| Leão                                                     | 22 de julho     | 16:36 |
| Virgem                                                   | 22 de agosto    | 23:39 |
| Outono no Hemisfério Norte e Primavera no Hemisfério Sul |                 |       |
| Balança/equinócio                                        | 22 de setembro  | 21:19 |
| Escorpião                                                | 23 de outubro   | 06:44 |
| Sagitário                                                | 22 de novembro  | 04:23 |
| inverno no hemisfério norte e verão no hemisfério sul    |                 |       |
| Capricórnio/solstício                                    | 21 de dezembro  | 17:47 |

| UTC: Portugal Continental, Madeira, Guiné-Bissau e São Tomé e Príncipe Subtrair (-): 1 h nos Açores e Cabo Verde 2 h nas Ilhas oceânicas brasileiras 3 h em Brasília, em Goiás, na Amazônia Oriental Brasileira e no nordeste, sudeste e sul brasileiros 4 h na Amazônia Ocidental Brasileira, Mato Grosso e Mato Grosso do Sul 5 h no Acre e sudoeste do Amazonas Adicionar (+): 1 h em Angola e Guiné Equatorial 2 h em Moçambique 8 h em Macau 9 h em Timor-Leste. |
| Adicionar uma hora durante a vigência do horário de verão: Portugal Continental : De 29 de março a 25 de outubro de 2009 |

| Ano completo                        |
| ----------------------------------- |
| Ano comum com início à quinta-feira |

Foi designado como:
- o Ano Internacional da Astronomia, pela ONU[1][2]
- o Ano Internacional das Fibras Naturais, pela ONU[3]
- o Ano Internacional da Reconciliação, segundo a ONU[4]
- o Ano Internacional da Aprendizagem sobre os Direitos Humanos, segundo a ONU[5]
- o Ano Internacional do Gorila, segundo a ONU[6]
- o ano de José María Morelos, Servo da Nação, segundo o Governo do México[7]

## Janeiro

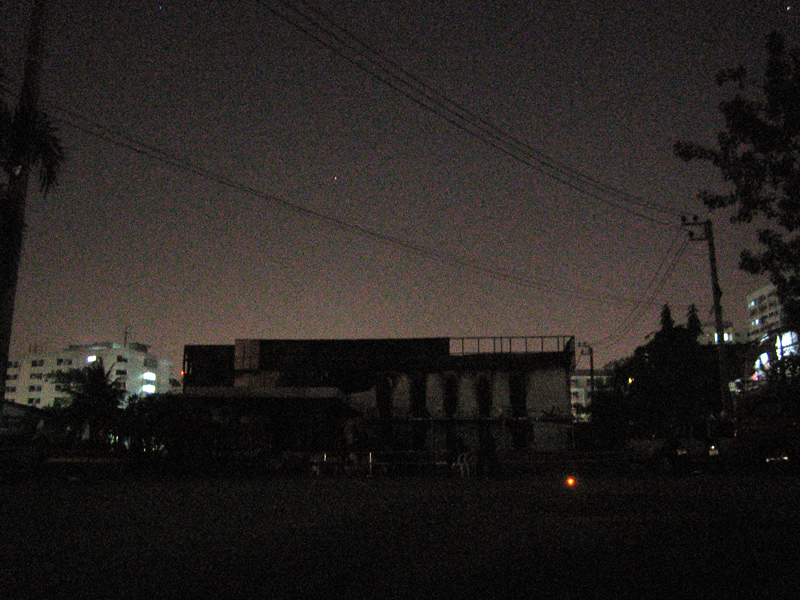
As ruínas do Santika Nightclub, Bangkok, Tailândia, fotografadas em 4 de janeiro, três dias após o incêndio.

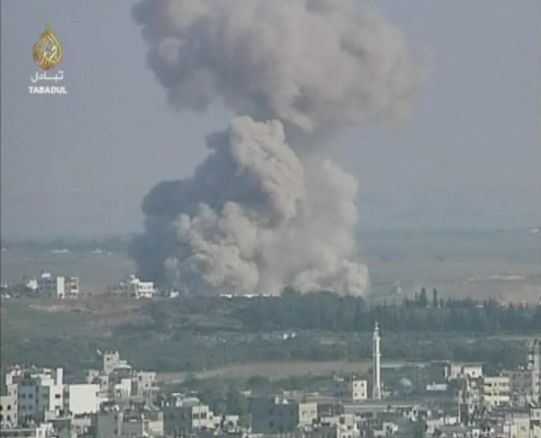
Explosão em Gaza, em 12 de janeiro de 2009, após um ataque israelense durante a "Operação Chumbo Fundido".

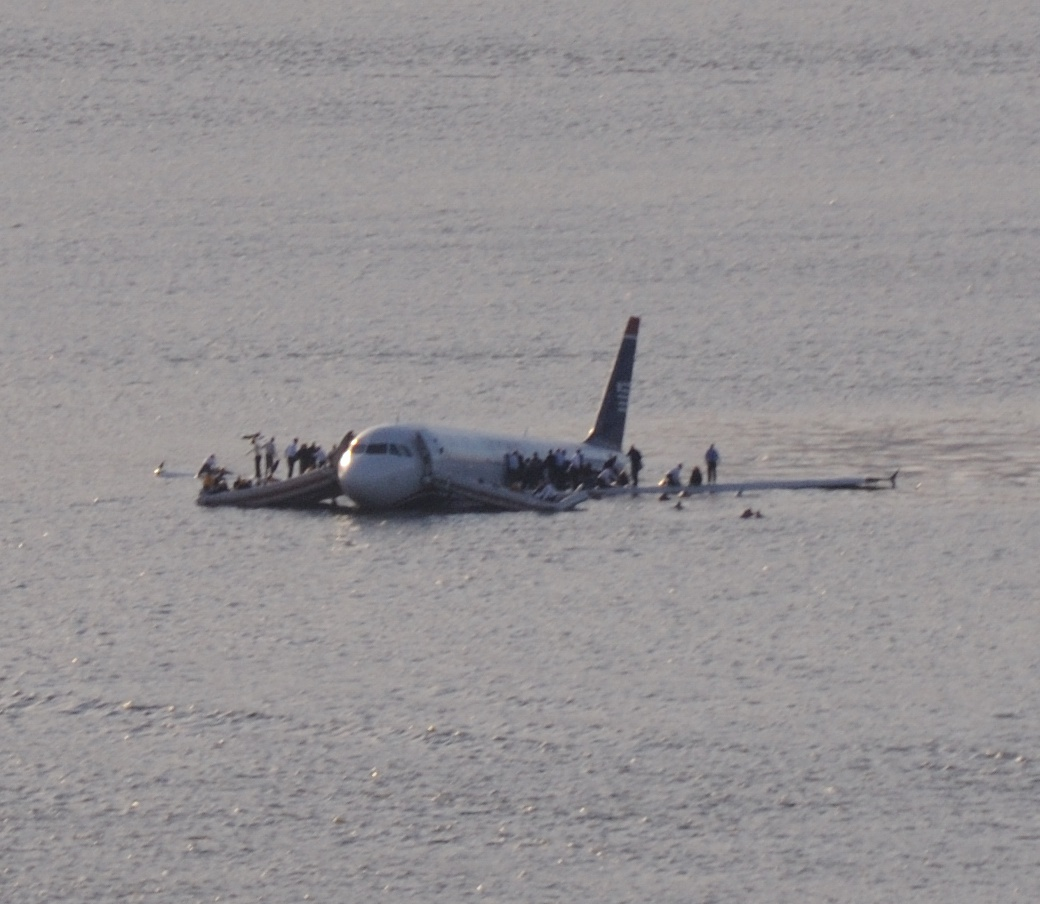
O Airbus A320 do voo US Airways 1549 flutuando no rio Hudson, em Nova Iorque.

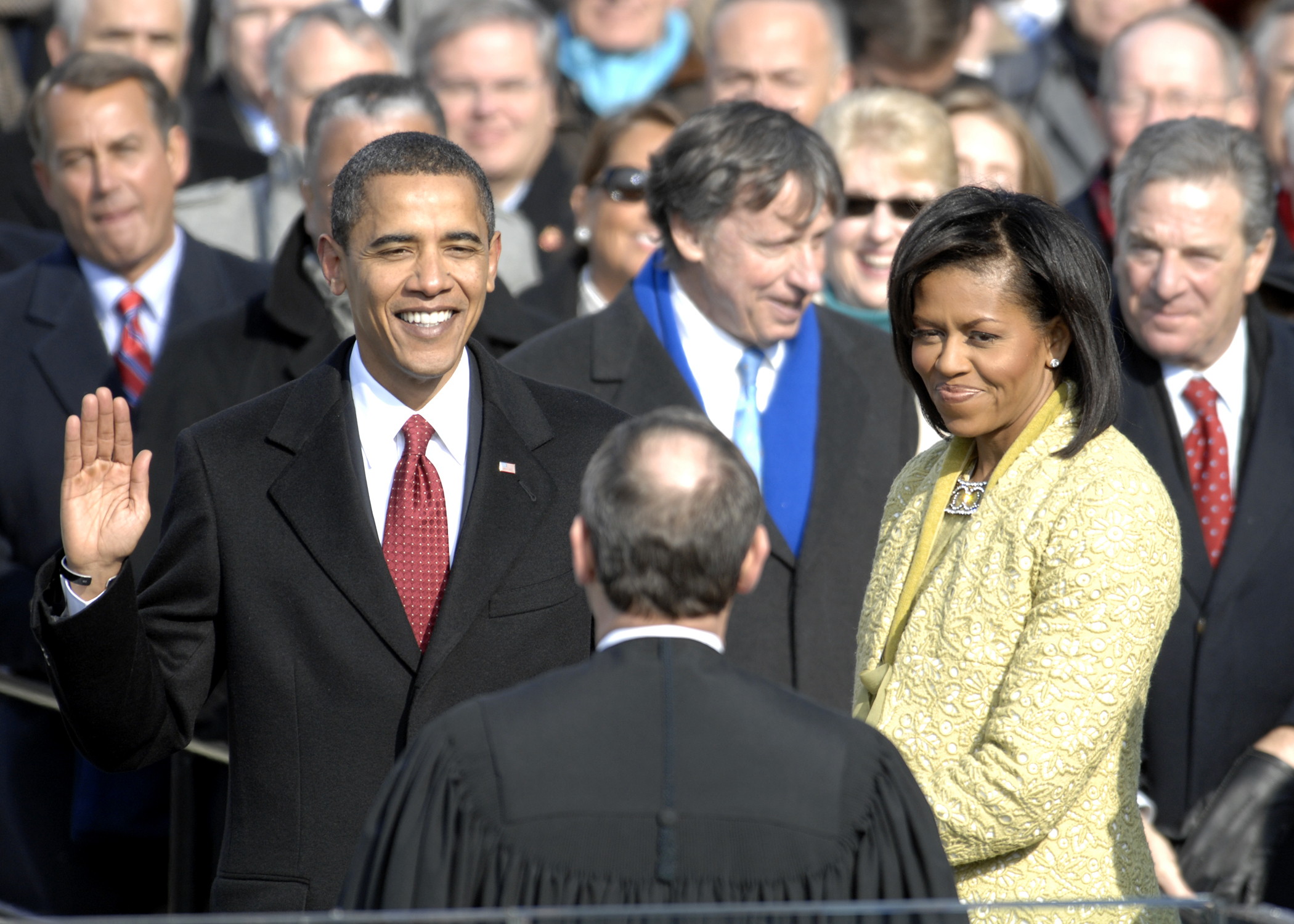
Barack Obama tomando posse em 20 de janeiro como Presidente dos Estados Unidos.

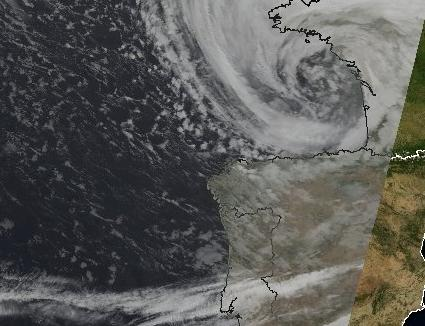
Tempestade "Klaus" sobre o Golfo de Biscaia, causando 26 fatalidades em França e na Espanha.

- Entram em domínio público em Portugal e no Brasil as obras de Cairbar Schutel; Edmund Husserl.
- Primeiras transmissões de televisão de alta definição
- O banimento do uso de lâmpadas incandescentes começa a ser implementado na Irlanda.
- 1 de janeiro
  - A República Checa assume a Presidência do Conselho da União Europeia, sucedendo a França.
  - O Euro entra em circulação na Eslováquia, substituindo a coroa eslovaca.
  - A Turquia lança a nona emissão da lira turca.
  - Acaba o monopólio de medicamentos na Suíça.
  - O Acordo Ortográfico de 1990 entra em vigor no Brasil.
  - Uma disputa comercial interrompe o fornecimento de gás para a Ucrânia, iniciando uma crise do gás na Europa.
  - 61 pessoas morrem e 210 ficam feridas num incêndio numa boate em Bangkok, capital da Tailândia.
- 2 de janeiro
  - As Forças Armadas do Sri Lanka capturam a cidade de Kilinochchi, capital administrativa dos territórios controlados pelos Tigres da Libertação do Tamil Eelam, organização considerada terrorista em vários países que travava uma guerra civil desde 1983.
- 3 de janeiro
  - Na continuidade da Operação Chumbo Fundido, as tropas de Israel invadem o norte da Faixa de Gaza.
  - Tem início em Buenos Aires, Argentina, o Rali Dakar de 2009, o primeiro Rali Dakar realizado fora da Europa e da África.
- 7 de janeiro - Disputa comercial pelo gás natural entre Rússia e Ucrânia
- 8 de janeiro - 34 pessoas morrem e 64 ficam feridas após o pior terremoto na Costa Rica dos últimos 150 anos.
- 10 de janeiro - Chuvas torrenciais associadas à depressão tropical "04F" causam severas enchentes e deslizamentos de terra, deixando 11 fatalidades e mais de 6000 desabrigados ou desalojados na Divisão do Oeste, Fiji.
- 11 de janeiro - Naufrágio do Teratai Prima
- 14 de janeiro - A economia da República Popular da China supera a economia da Alemanha e torna-se a terceira maior economia do mundo
- 15 de janeiro - O Voo US Airways 1549 realiza com sucesso um pouso de emergência sobre o rio Hudson, em Nova Iorque; todos os 155 ocupantes do avião foram salvos.
- 16 de janeiro - Infecção do vírus de computador "Conficker" em todo o mundo.
- 17 de janeiro - Fim da Operação Chumbo Fundido.
- 19 de janeiro - Um helicóptero das Forças Armadas da França cai ao largo da costa do Gabão, matando 8 dos 10 ocupantes.
- 20 de janeiro - Término do segundo mandato de George W. Bush e posse de Barack Obama como presidente dos Estados Unidos da América.
- 21 de janeiro - Nacionalização do Anglo Irish Bank, em meio a escândalos.
- 22 de janeiro - Laurent Nkunda é preso pelas Forças Armadas do Ruanda, na fronteira do país com a República Democrática do Congo.
- 23 de janeiro
  - Ataque à creche de Dendermonde, na Bélgica.
  - Lançado no Japão o satélite Ibuki.
  - A AMD anuncia que o número de utilizadores de Internet alcança 1,5 bilhão.
- 24 de janeiro
  - O Papa Bento XVI revoga as excomunhões de quatro bispos, consagrados pelo Arcebispo Marcel Lefebvre em Écône, Suíça em 1987 contra a ordem do então Papa João Paulo II.
  - avalanche em Buachaille Etive Mòr, na Escócia.
  - tempestade "Klaus", no Golfo da Biscaia.
- 25 de janeiro - Batalha do Mullaitivu, no Sri Lanka.
- 26 de janeiro - Queda do governo de coalizão da Islândia, em meio aos protestos contra a crise financeira que abate o país desde meados de 2008.
- 26 de janeiro
  - Eclipse solar anular.
  - Parto dos Óctuplos de Nadya Suleman em Bellflower, Estados Unidos.
- 27 de janeiro - Fórum Social Mundial, em Belém do Pará, Brasil.
- 29 de janeiro
  - O senado do Estado de Illinois, Estados Unidos, cassa o então governador do estado, Rod Blagojevich, pelas acusações confirmadas de corrupção.
  - Crise política em Madagáscar.
- 31 de janeiro
  - Onda de calor no Sudeste da Austrália, registrando 46,4 °C, temperatura mais alta da história.
  - Explosão de um caminhão-tanque no Quênia, matando 113 e deixando 200 feridos.

## Fevereiro
- 1 de fevereiro - O bispo ortodoxo russo Vladimir Mikhailovich Gundyayev se torna o Patriarca Cirilo I de Moscou.
- 2 de fevereiro - O presidente iraniano Mahmoud Ahmadinejad anuncia o lançamento do satélite Omid.
- 10 de fevereiro - Satélites da Rússia e dos Estados Unidos colidem no espaço, 800 km acima da Sibéria, no primeiro acidente do gênero na era espacial.
- 15 de fevereiro - O referendo constitucional da Venezuela aprovou a reeleição ilimitada para todos os ocupantes de cargos populares no país, inclusive da presidência da República.
- 25 de fevereiro - O Acadêmicos do Salgueiro consagrou-se campeã do carnaval, tendo a Beija-Flor de Nilópolis como vice-campeã

## Março
- 2 de março - O presidente da Guiné-Bissau, João Bernardo Vieira, é assassinado em um ataque armado à sua residência em Bissau.
- 6 de março - A NASA lança, com êxito, a Sonda Kepler, uma missão para encontrar exoplanetas.
- 11 de março
  - Atentado provocado por um jovem de 17 anos em Winnenden, Alemanha, mata 15 pessoas.
  - Alto Tribunal Iraquiano condena Tariq Aziz, ex-ministro das Relações Exteriores de Saddam Hussein, a 15 anos de prisão pela execução de cidadãos iraquianos em 1992.
- 17 de março - O presidente de Madagascar, Marc Ravalomanana, é deposto por um golpe de estado.
- 17 a 23 de março - Papa Bento XVI viaja pela primeira vez ao continente Africano, com visita a Camarões e Angola.
- 19 de março - O psicopata austríaco Josef Fritzl é condenado à prisão perpétua por manter por 24 anos a filha refém em um porão e ter 7 filhos com ela, incinerando o cadáver de um deles que morreu cerca de 3 dias após o parto.
- 28 de março - Earth Hour 2009.
- 31 de março - Benjamin Netanyahu sucede Ehud Olmert e retorna ao cargo de primeiro-ministro de Israel, que ocupou de 1996 a 1998.

## Abril

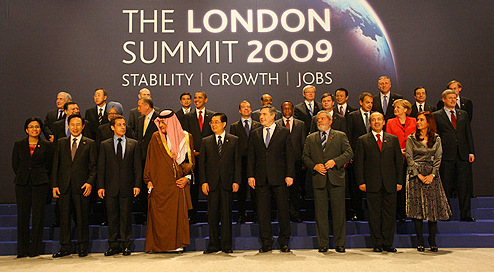
Líderes do G20 na reunião realizada em Londres no dia 2 de abril de 2009.

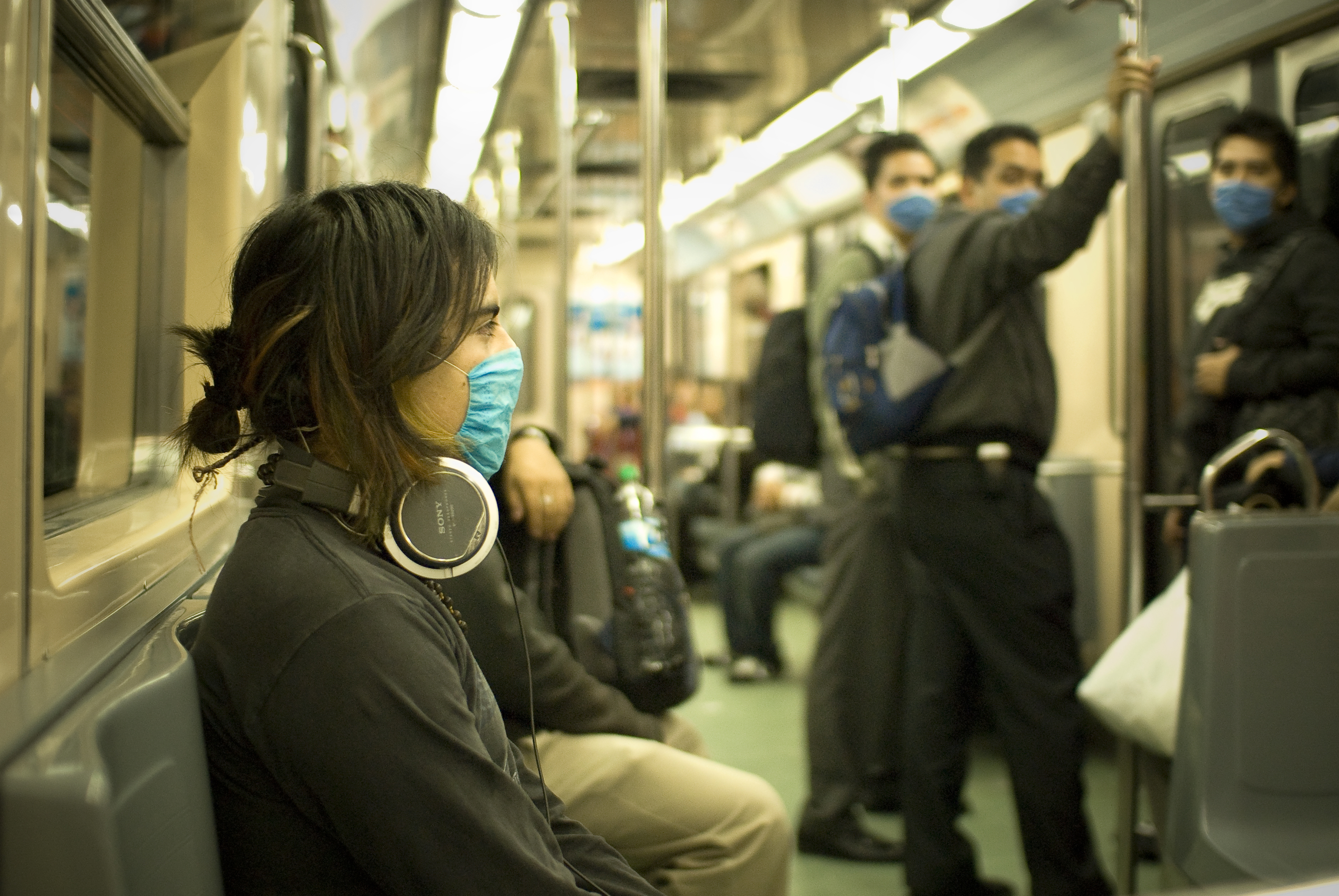
Passageiros do metrô na Cidade do México usando máscaras de proteção em 24 de abril de 2009.

- 1 de abril - Albânia e Croácia ingressam na OTAN.
- 2 de abril – Em Londres o G20 anuncia injeção de US$ 1 Trilhão, como forma de conter a Grande Recessão.
- 5 de abril - A Coreia do Norte lança ao espaço o satélite artificial Kwangmyŏngsŏng-2.
- 6 de abril - Sismo atinge a região central da Itália, provocando mais de 290 mortes e 70 mil desalojamentos
- 13 de abril - Governo tailandês declara estado de emergência em Banguecoque e áreas vizinhas, devido aos protestos contra o governo, confrontos e destruição que ocorrem há dias na capital e outras regiões do país
- 14 de abril - Encerramento do suporte do Windows XP da Microsoft, entrando no suporte estendido.
- 15 de abril - Início da cobertura fotográfica do serviço Google Street View em Lisboa e Porto.
- 21 de abril
  - Cientistas Europeus anunciam a descoberta do Exoplaneta Gliese 581 e na constelação de libra.
  - UNESCO lança a Biblioteca Digital Mundial.
- 25 de abril - Alastramento da gripe A, provocando a morte de mais de 150 pessoas no México.
- 26 de abril - Canonização de Nuno Álvares Pereira, nobre e guerreiro português.
- 29 de abril - Implantação, por parte da Portugal Telecom, da TDT em 41% do território português.
- 30 de abril - Durante um desfile cívico, a família real neerlandesa é vítima de um atentado terrorista na cidade de Apeldoorn.

## Maio

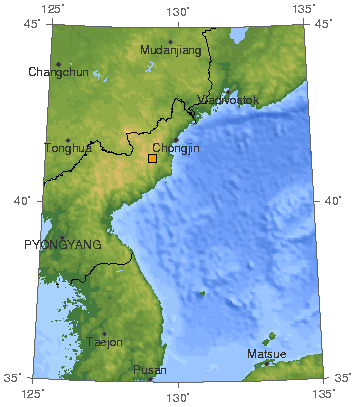
Localidade onde se realizaram os testes nucleares norte-coreanos em 25 de maio de 2009.

- 1 de maio - Petrobrás realiza a primeira extração de petróleo da camada pré-sal do campo de Tupi.
- 5 de maio - A empresa norte-americana PopCap lança o jogo Plants vs. zombies.
- 6 de maio - Porsche anuncia fusão com a Volkswagen.[8]
- 9 de maio - Jacob Zuma toma posse como presidente da África do Sul.
- 14 de maio - Agência Espacial Europeia lança ao espaço a sonda Planck e o Observatório Espacial Herschel.
- 12, 14 e 16 de maio - Realização do Festival Eurovisão da Canção 2009, a 54º (LIV) edição do mesmo, em Moscovo, Rússia.
- 19 de maio
  - Fusão entre Sadia e Perdigão cria a gigante do setor alimentício Brasil Foods S.A.[9]

Glee

  - GleeÉ exibido o piloto do seriado Glee, primeiro da série e da temporada, que retornou a exibição no dia 9 de setembro.
- 25 de maio - Coreia do Norte realiza o segundo teste nuclear da sua História em uma instalação subterrânea perto de Kilchu, condenado pelo Conselho de Segurança das Nações Unidas.
- 27 de maio - O Barcelona se sagra campeão da Liga dos Campeões da UEFA após vencer o Manchester United por 2 - 0 no Estádio Olímpico de Roma.
- 28 de maio
  - Descoberto um novo planeta extra-solar chamado de HD 189733b.
  - Terremoto de 7,1 na Escala Richter atinge Honduras, matando uma pessoa e causando grande destruição.
- 29 de maio - Chuvas intensas no Piauí: quatro mortos e 11 desaparecidos.

## Junho

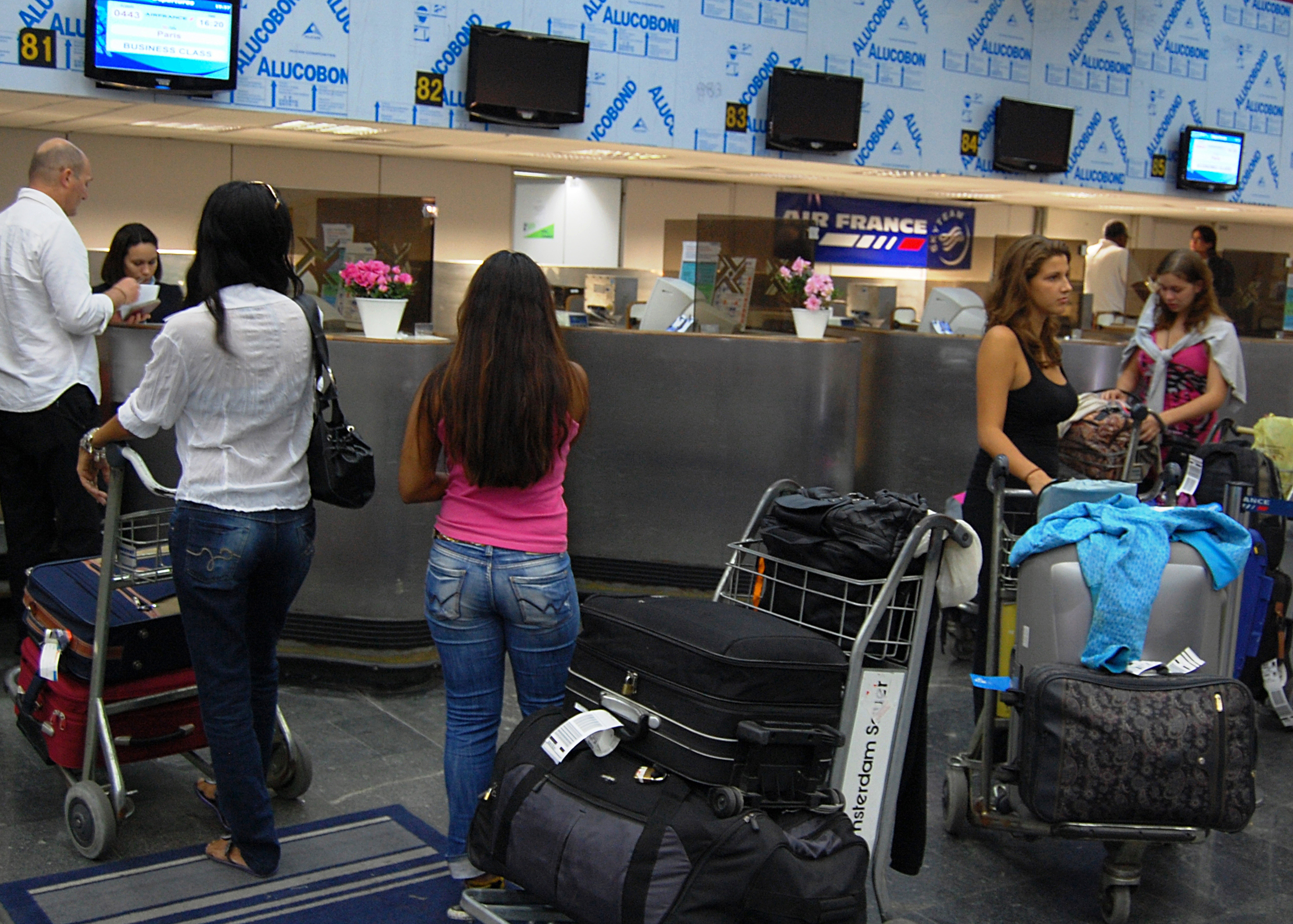
Passageiros pedindo informações sobre o voo 447 no guiché da Air France do Aeroporto do Galeão. Foto: Guilherme Sprenger/ABr.

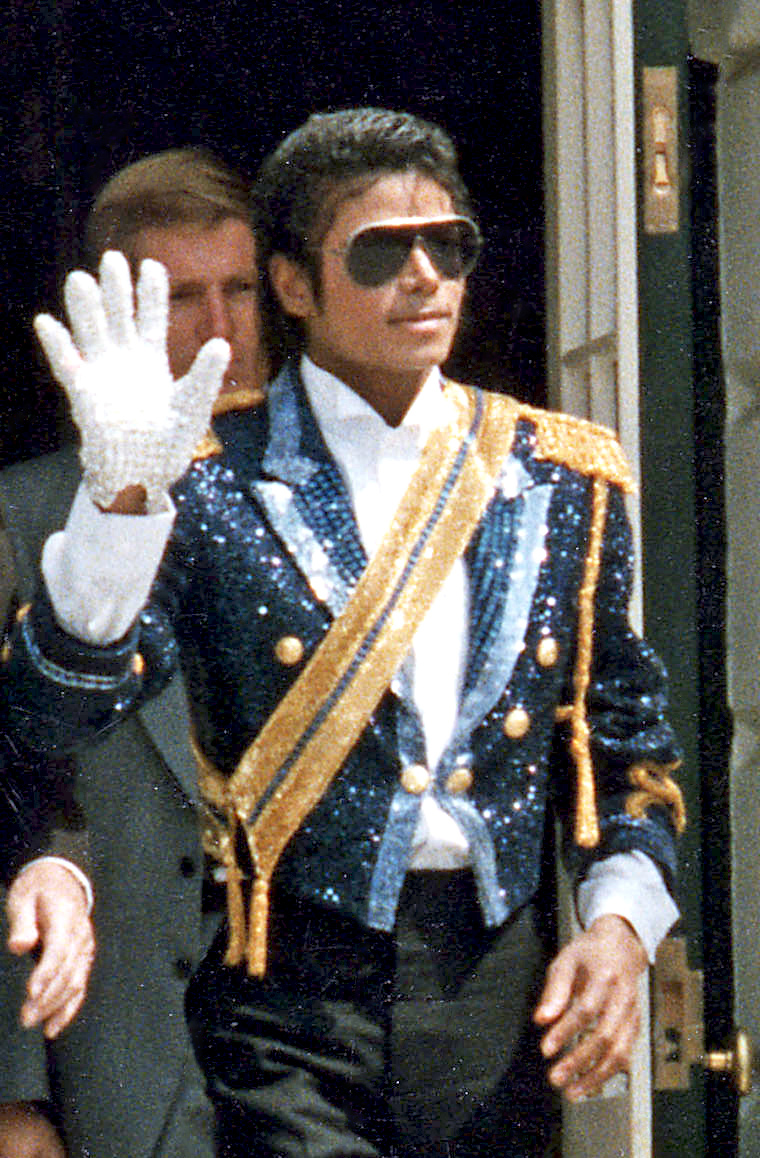
25 de junho - Morte do Cantor Michael Jackson.

- 1 de junho - O Voo Air France 447 com 228 pessoas a bordo cai no Oceano Atlântico num voo do Rio de Janeiro para Paris
- 3 de junho
  - Microsoft lança o motor de busca Bing.
  - OEA aprovou por consenso a anulação da resolução de 1962, que expulsava Cuba da organização
- 11 de junho - OMS, declara que o surto de gripe A, encontra-se em estado de pandemia, sendo a 1º pandemia do século XXI e do 3º milênio.
- 12 de junho - As eleições presidenciais no Irã dão resultado favorável a Mahmoud Ahmadinejad. Uma série de protestos populares ganha repercussão mundial, principalmente através da Internet, devido às suspeitas de fraude nos resultados.[10]
- 16 de junho - Reunião dos BRICs em Ecaterimburgo, na Rússia
- 17 de junho - Cientistas encontram 1º prova concreta de lago em Marte
- 21 de junho - Groenlândia passa a dispor de governo autônomo, assumindo controle sobre assuntos judiciais, policiais e de guarda costeira, conforme aprovado em referendo de 2008.
- 24 de junho - Cientistas britânicos e alemães anunciam a existência de um grande oceano salgado sob a calota polar de Encélado, um dos satélites de Saturno.
- 25 de junho - A morte do cantor estadunidense Michael Jackson, vítima de parada cardíaca, mobiliza bilhões de pessoas em todo o mundo.[11][12][13][14]
- 29 de junho
  - Roberto Micheletti chega por golpe de Estado à Presidência de Honduras.
  - Voo Yemenia 626 com 153 pessoas a bordo, cai no Oceano Índico, próximo à Comores. Uma criança sobrevive.
  - O americano Bernard Madoff é condenado a 150 anos de prisão pela maior fraude financeira da história.
  - Brasil registra primeira morte por gripe suína.
- 30 de junho - Buenos Aires decreta estado de emergência sanitária, por conta da epidemia do vírus H1N1.

## Julho
- 1 de julho - A Suécia assume a Presidência do Conselho da União Europeia, sucedendo à República Checa.
- 5 de julho - É lançado pela Electronic Arts o jogo para computadores The Sims 3
- 7 de julho - Michael Jackson é velado, após a sua morte em 25 de junho, em uma cerimônia vista por bilhões de pessoas em todo o mundo, através da televisão e da Internet.
- 11 de julho - Realiza-se a cerimónia de Abertura dos 2º Jogos da Lusofonia em Lisboa, no Pavilhão Atlântico.
- 15 de julho - Voo Caspian Airlines 7908, com 168 pessoas a bordo, cai no noroeste do Irã. Não há sobreviventes.
- 21 de julho - Maior Eclipse solar total do século XXI.
- 24 de julho - Fundação Mozarteum Internacional anuncia ao mundo a descoberta de duas obras inéditas de piano de Wolfgang Amadeus Mozart.

## Agosto
- 8 de agosto - Morre Raul Solnado, humorista, apresentador de televisão e ator português.
- 23 de agosto - A venezuelana Stefanía Fernández é a 6ª de seu país a ganhar o Miss Universo.
- 31 de agosto - Walt Disney Company compra a Marvel Entertainment Inc. e seu catálogo de mais de cinco mil personagens, pelo valor de quatro bilhões de dólares.[15]

## Setembro
- 9 de setembro: O seriado Glee inicia a exibição dos outros 21 episódios da primeira temporada pelo canal Fox.
- 11 de setembro - A Venezuela reconhece a independência da Abecásia e Ossétia do Sul durante uma visita de Hugo Chávez a Moscou.
- 13 de setembro - O automobilista brasileiro Rubens Barrichello conquista a última vitória do Brasil em um grande prêmio de Fórmula 1, iniciando uma seca de vitórias do país na competição.
- 22 de setembro - Golpe militar em Honduras: após quase dois meses em exílio, Manuel Zelaya, presidente de Honduras, se refugia na embaixada brasileira em Tegucigalpa, gerando diversos confrontos entre militares e civis.
- 23 de setembro - A Universidade Tecnológica Federal do Paraná (UTFPR) comemora o centenário da instituição.
- 26 de setembro - Confirmado o primeiro caso de cura da raiva no Brasil, após aplicação do Protocolo de Milwaukee.
- 29 de setembro - Um sismo de magnitude 8,0, seguido de tsunami, atinge a região das Ilhas Samoa e provoca dezenas de mortes.

## Outubro
- 2 de outubro

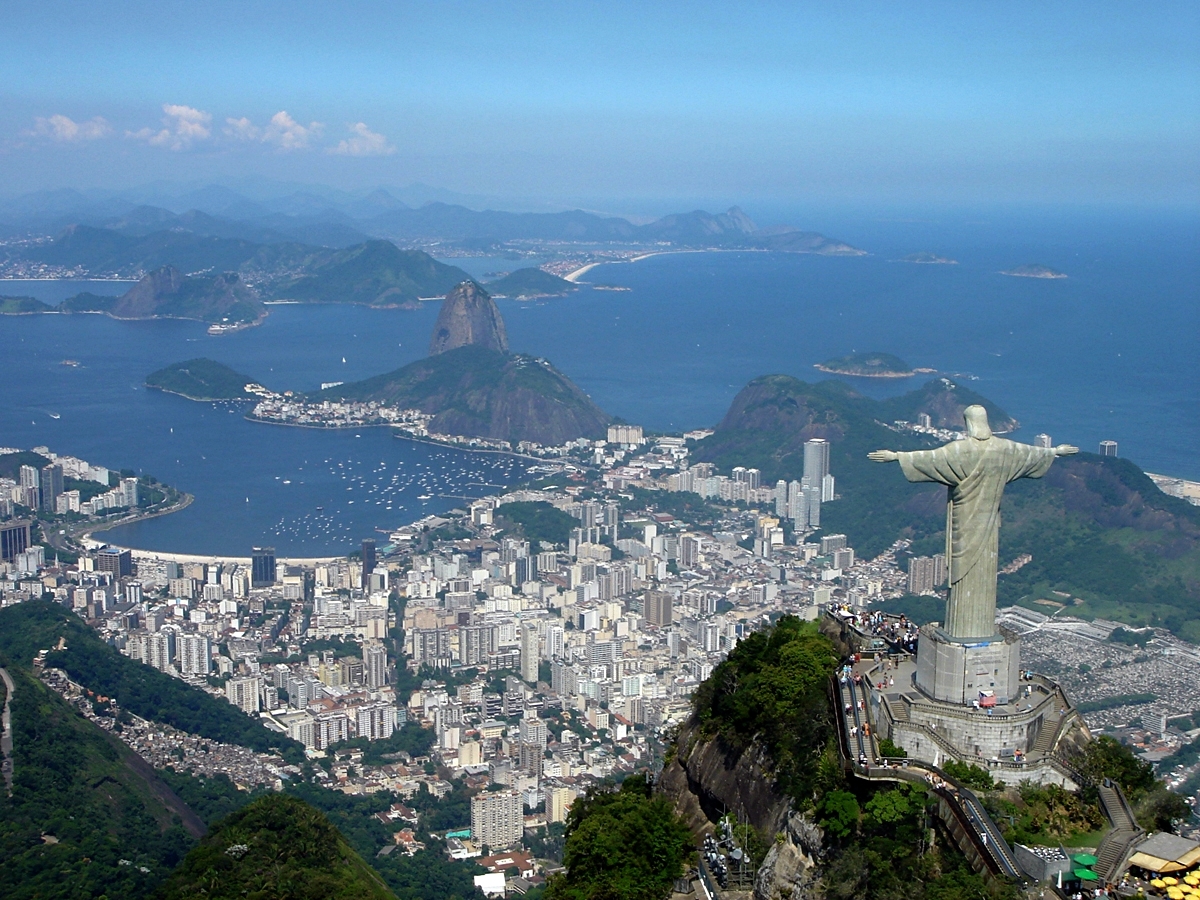
Rio de Janeiro é escolhida como sede dos Jogos Olímpicos de 2016.

  - O Rio de Janeiro é escolhido como cidade-sede dos Jogos Olímpicos de 2016.
  - Em referendo, a República da Irlanda aprova o Tratado de Lisboa da União Europeia.
- 9 de outubro - Barack Obama, presidente dos Estados Unidos da América é distinguido com o Nobel da Paz de 2009 devido aos "esforços para reforçar o papel da diplomacia internacional e a cooperação entre os povos".
- 18 de outubro - O piloto inglês Jenson Button torna-se Campeão Mundial de Fórmula 1, após terminar o Grande Prêmio do Brasil de 2009 em quinto, ao volante do surpreendente carro da estreante Brawn GP; a prova foi vencida pelo australiano Mark Webber, então piloto da equipe Red Bull Racing.
- 22 de outubro - A Microsoft lança o Windows 7.
- 23 de outubro - O jogo Forza Motorsport 3 é lançado para o Xbox 360.
- 28 de outubro - Nasa lança a do Centro Espacial Kennedy a missão Ares I-X, primeiro teste do sistema Ares I do programa Constellation.
- 30 de outubro - Assinado o acordo militar entre Colômbia e Estados Unidos, permitindo o uso de sete bases militares colombianas pelos Estados Unidos.

## Novembro

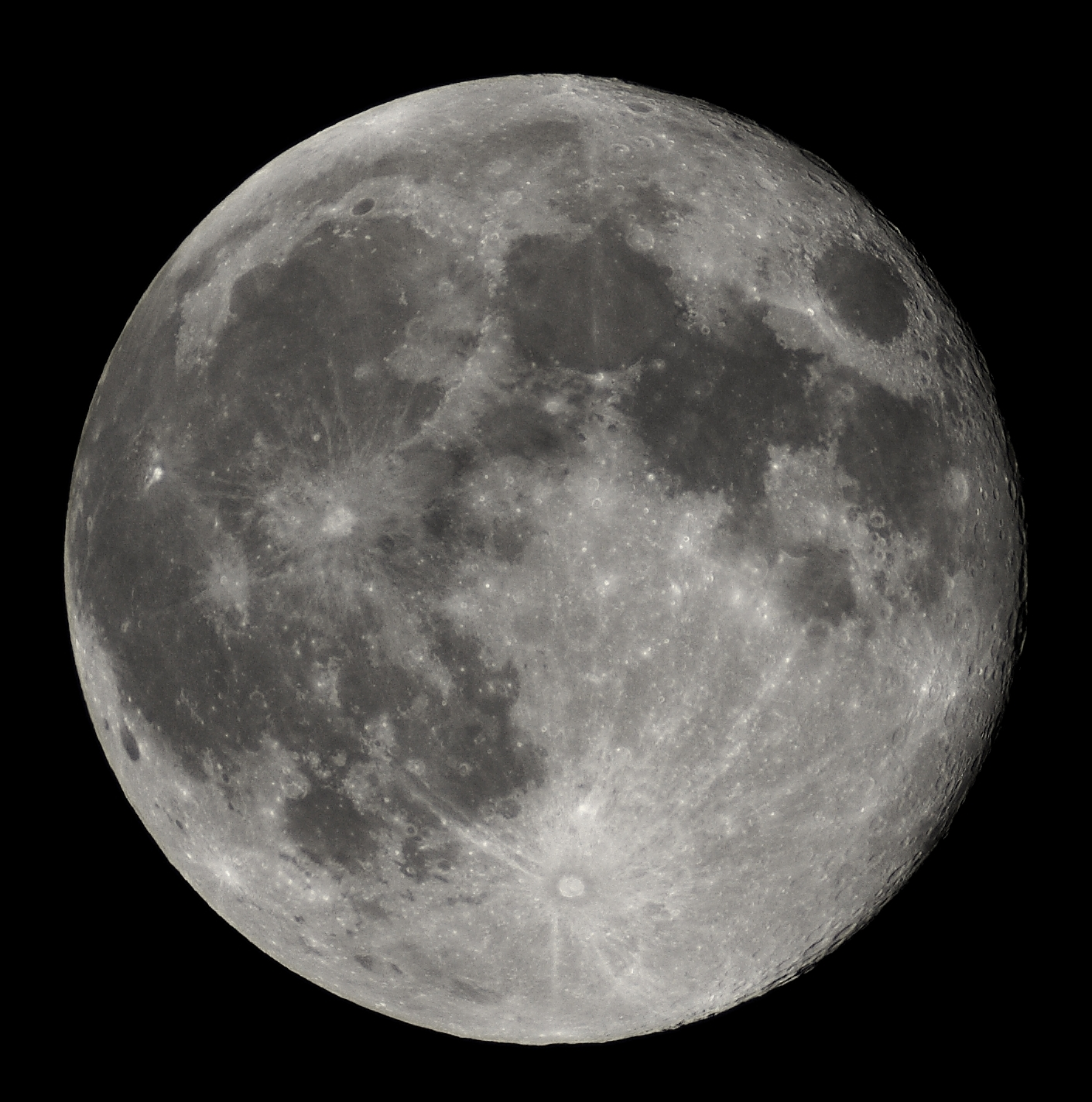
Nasa anuncia a descoberta de água na superfície da Lua.

- 10 de novembro - Blecaute (ou Apagão) atinge 18 estados brasileiros e o Paraguai, devido a um curto-circuito em três linhas de transmissão que recebem a energia produzida pela Usina Hidrelétrica de Itaipu
- 11 de novembro - ONU declara o dia 18 de julho como Dia Internacional de Nelson Mandela.
- 13 de novembro - A NASA anunciou a descoberta de água em estado sólido sob a superfície da Lua.
- 27 de novembro - Após 13 anos, a banda australiana AC/DC retorna ao Brasil para show único no estádio do Morumbi, em São Paulo.
- 29 de novembro
  - Em refendo popular, a Suíça aprovou a iniciativa popular lançada pelos conservadores de direita do Partido Popular Suíço (SVP) de proibir a construção de minaretes em mesquitas e rejeitou a proibição de exportação de armas requerida por um grupo de esquerda.
  - José Mujica, da Frente Ampla, é eleito presidente do Uruguai em segundo turno.
  - Ruanda é admitido como o 54.º membro da Comunidade das Nações, o segundo sem ligações históricas coloniais com o Reino Unido.

## Dezembro

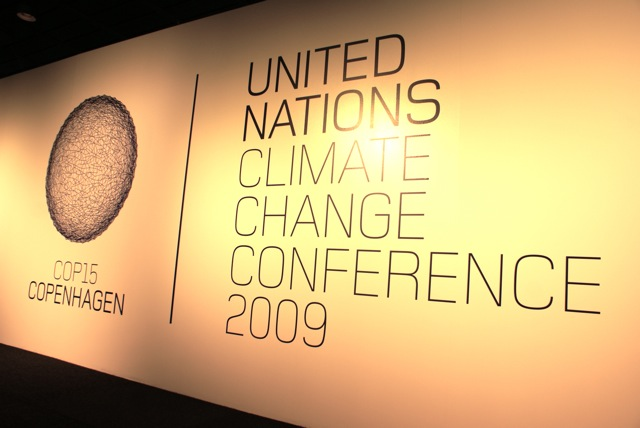
O logotipo oficial à entrada do Bella Center, em Copenhaga.

- 1 de dezembro - Entra em vigor o Tratado de Lisboa.
- 6 de dezembro
  - Evo Morales é reeleito presidente da Bolívia, o primeiro da história do país a conseguir tal feito.
  - O Flamengo vence o Campeonato Brasileiro de 2009 após vencer o Grêmio por 2 a 1.
- 7 a 18 de dezembro - Ocorre em Copenhague na Dinamarca a Conferência das Nações Unidas sobre as Mudanças Climáticas.
- 11 de dezembro - A empresa Rovio Entertainment lança o jogo Angry Birds.
- 15 de dezembro - Senado brasileiro aprova adesão da Venezuela ao Mercosul.
- 17 de dezembro - Sismo de 6,0 na escala Richter, com epicentro a 100 quilómetros de Ponta de Sagres, atinge Portugal Continental, o arquipélago da Madeira, parte oeste de Espanha e algumas cidades de Marrocos. Não se registaram danos pessoais e materiais.[16]
- 22 de dezembro - Sérvia apresentou a candidatura oficial de adesão à União Europeia.[17]
- 31 de dezembro - Realizado no Brasil o sorteio da Mega-Sena da virada em que dois jogadores faturam R$ 144,9 milhões, considerado o recorde das loterias na América Latina.

## Prémio Nobel
- Física - Charles Kao, Willard Boyle, George Smith
- Química - Venkatraman Ramakrishnan, Thomas Steitz, Ada Yonath
- Medicina - Elizabeth Blackburn, Carol Greider, Jack Szostak
- Literatura - Herta Müller
- Paz - Barack Obama
- Prémio de Ciências Económicas em Memória de Alfred Nobel - Elinor Ostrom e Oliver Williamson

## Epacta e idade da Lua
| Epacta gregoriana | 4 (IV)  |
| Idade da Lua      | Letra e |

## Por tema
- 2009 no Brasil
- 2009 na ciência
- 2009 no cinema
- Desastres em 2009
- 2009 no desporto
- Eleições em 2009
- 2009 nos jogos eletrônicos
- 2009 na literatura
- Mortes em 2009
- 2009 na música
- 2009 na televisão